# 竹東駅 (慶尚北道)
竹東駅（チュクトンえき）は、大韓民国慶尚北道慶州市にかつて存在した韓国鉄道公社東海線（旧東海南部線）の駅である。

## 歴史
- 1965年6月11日：開業。
- 2007年6月1日：旅客取扱中止。
- 2013年11月7日：釜山鎮起点94.6kmに変更[1]
- 2016年4月29日：釜山鎮起点93.9kmに変更[2]。
- 2016年12月30日：東海南部線が東海線に編入。
- 2021年12月28日：東海線複線電鉄化に伴う新設切り替えにより廃止。

## 隣の駅
韓国鉄道公社
東海線
虎渓駅 - (毛火駅) - (入室駅) - 竹東駅 - 仏国寺駅